# Oberstimm
Oberstimm ist ein Pfarrdorf mit etwa 1.800 Einwohnern und seit 1978 ein Ortsteil des Marktes Manching im nördlichen Landkreis Pfaffenhofen an der Ilm südlich von Ingolstadt.

## Geographie
Oberstimm liegt an der Brautlach und ist westlich des Hauptorts Manching an der Bundesstraße 13 und der Bundesstraße 16 gelegen, unmittelbar an der südlichen Stadtgrenze von Ingolstadt.

## Geschichte

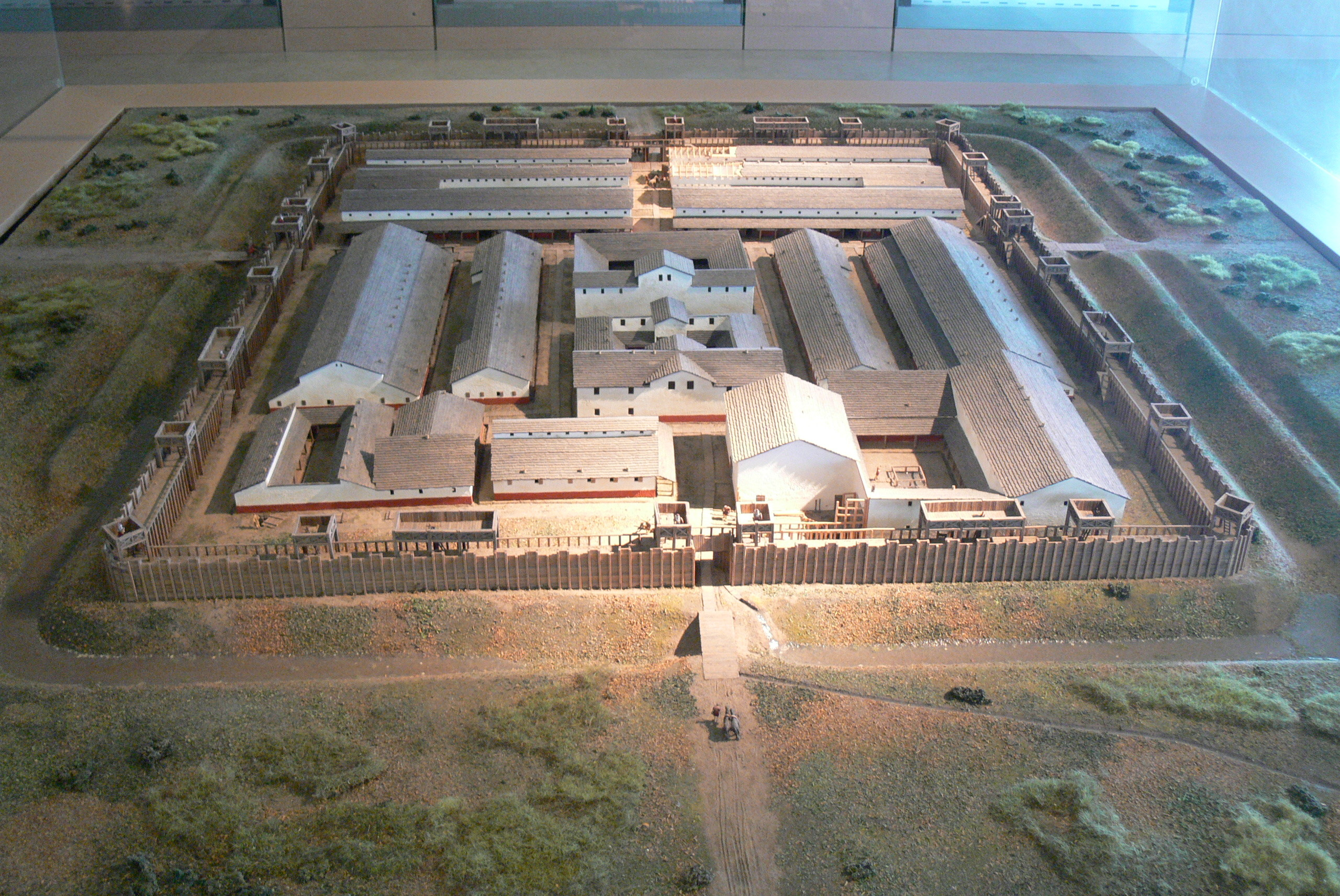
Modell des römischen Kastells bei Oberstimm

Seit claudischer Zeit bestand in Oberstimm ein Kastell des obergermanisch-rätischen Limes (Kastell Oberstimm).
In Oberstimm wurden 1986 zwei Römerschiffe in der Nähe der Brautlach gefunden. Die beiden Schiffe sind seit 2005 im Kelten-Römer-Museum in Manching ausgestellt. Zudem wurde bei Oberstimm ein römischer Ziegelbrennofen ergraben.
Die erste urkundliche Erwähnung des Ortes Stimm stammt aus dem Jahre 1086 und findet sich in den Traditionen des Klosters Münchsmünster, wo ein Ratolf von „Stinno“ aufgeführt ist. Der Ort Stimm zählte bis zur Oberbayerischen Teilung von 1310 zwischen den Herzögen Rudolf und Ludwig von Bayern zum Amt Vohburg im Herzogtum Bayern-München. Erst nach diesem Teilungsvertrag wurde zwischen Ober- und Niederstimm unterschieden.
Auf die Römer soll der Legende nach der für 1354 erstmals urkundlich belegbare Barthelmarkt zurückgehen, der nach Sankt Bartholomäus, dem Namenspatron der Oberstimmer Kirche und Schutzheiligen der Fischer und Schäfer, benannt wurde.
1522 kam der Ort nach der Gründung der Jungen Pfalz zum Amt Reichertshofen. Im Dreißigjährigen Krieg brannte der Ort vollkommen ab. 1742 starb die Hauptlinie der Neuburger Pfalzgrafen aus, der Zweig Pfalz-Sulzbach des Hauses Neuburg trat die Nachfolge an. 1777 beerbten diese auch die bayerischen Wittelsbacher, womit der Ort wieder zu Bayern gehörte.
Zur 1818 mit dem bayerischen Gemeindeedikt begründeten Landgemeinde gehörte auch Sonnenbrücke. Die Gemeinde Oberstimm besaß seit 1974 ein eigenes Wappen.
Am 1. Mai 1978 wurde die Gemeinde Oberstimm nach Manching eingemeindet.

## Sehenswürdigkeiten
Folgende Baudenkmäler sind in der Denkmalliste gelistet:
- 2 Grenzsteine des ehemaligen Pflegamtes Reichertshofen (Donaufleck)
- Wandmalerei im Foyer des Offiziersheims der Max-Immelmann-Kaserne
- Marienkapelle von 1822
- Katholische Pfarrkirche St. Bartholomäus von 1965

Sankt Bartholomäus ist der Patron der Kirche zu Oberstimm. Am 11. März 1963 wurde das kleine Gotteshaus in Oberstimm abgerissen, nur der Turm blieb stehen, und wurde durch ein größeres ersetzt. Bereits am 29. Juni 1963 legte Domkapitular Josef Strobl den Grundstein für die neue Kirche. Am 5. September 1965 konnte Bischof Josef Stimpfle die neue Kirche einweihen. Beim Brand während des Dreißigjährigen Kriegs war nur die Kirche von den Flammen verschont geblieben.

## Einrichtungen
In Oberstimm befinden sich ein Kindergarten, eine Grundschule, ein Landgasthof, eine katholische Kirche, eine Fahrschule, ein großes Fest- und Messegelände sowie eine nach dem Jagdflieger Max Immelmann benannte Kaserne der Bundeswehr.
Diese wurde am 29. Juni 2015 geschlossen.
Auf dem Gelände befindet sich seit dem 1. September 2015 das bundesweit erste Lager für Schnellabschiebungen, die „Ankunfts- und Rückführungseinrichtung I“. Sie geht auf einen Beschluss der bayerischen Staatsregierung zurück. Dort sind Asylbewerber mit geringer Bleibeperspektive untergebracht, meist aus Balkanstaaten. Diese werden teils abgeschoben, teils kehren sie freiwillig in ihre Heimatländer zurück.

## Veranstaltungen

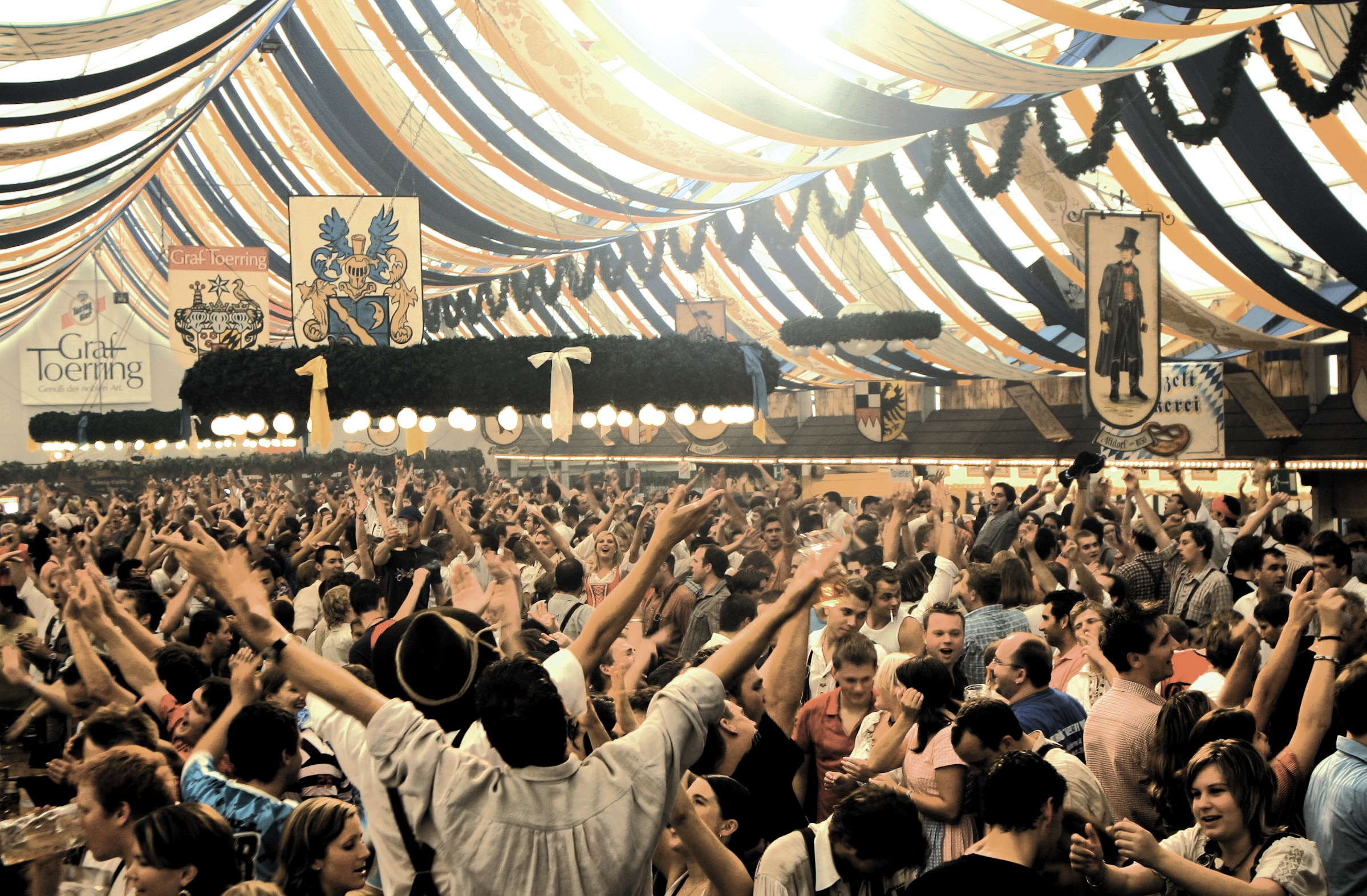
Barthelmarkt 2005

Ende April findet jährlich die „GewerbeMesse Manching“ auf dem Barthelmarktgelände in Oberstimm statt.
Am letzten Wochenende im August findet der traditionsreiche Barthelmarkt statt, ein überregional bekanntes Volksfest, das viele Besucher anzieht.
Am ersten Adventswochenende findet ein Christkindlmarkt auf dem Barthelmarktgelände statt.